# Капела „Сансеверо“ (Неапол)
Капела „Сансеверо“ (на италиански: Cappella Sansevero), или параклис „Сансеверо“, е бивш частен семеен римокатолически параклис –  гробница, превърнат в музей, сред най-известните в Неапол, Италия.
Разположена близо до Пиаца „Сан Доменико Маджоре“, църквата „Санта Мария дела Пиета“ или Пиетатела, днес Капела „Сансеверо“ е в непосредствена близост до семейния дворец на принцовете на Сансеверо и в миналото е била свързана с него с висящ мост, позволяващ на членовете на семейството да имат частен достъп до мястото за поклонение.
В параклиса се съхраняват шедьоври като „Забуления Христос“ от Джузепе Санмартино, известен по целия свят с мраморния си саван, покриващ мъртвия Христос, „Скромност“ на Антонио Корадини и „Разочарование“ на Франческо Куейроло. В него се помещават и множество други произведения с фина изработка, или необичайните анатомични машини (две напълно оголени тела, даващи възможност да се наблюдава с подробности цялата кръвоносна система). Освен че е замислен като място за поклонение, мавзолеят е преди всичко масонски храм, пълен със символи, който отразяват гения и харизмата на създателя на параклиса Раймондо ди Сангро, седми принц на Сансеверо.

## История

### Произход
Докато легендата разказва, че църквата е построена върху съществуващ древен храм, посветен на богинята Изида, в друг разказ от 1623 г. на Чезаре д'Еудженио Карачоло в своята „Наполи Сакра“, се разказва, че несправедливо арестуван, воден към затвора човек, минавайки покрай стената на имота Сансеверо, отправя към Света Богородица молба за справедливост. В този момент част от стената на сградата се срутва, разкривайки картина на Девата в жал (тази, поставена в параклиса в горната част на главния олтар), която след това дава името на църквата „Санта Мария дела Пиета“. Вярата на арестувания е възнаградена много скоро, като е доказана невинността му. Освободен от затвора, мъжът, съзнавайки чудото, възстановява картината, като заплаща също за сребърна лампа, която да гори вечно пред нея. Скоро свещеното място се превръща в популярен обект за поклонение. Дори херцогът на Торемаджоре Джован Франческо ди Сангро, поразен от тежко заболяване, се посвещава на тази Мадона и по-късно, след като възстановява здравето си, построява малкия параклис Санта Мария дела Пиета, известен като Пиетатела.
Според последните проучвания истинският произход на параклиса е следствие на убийство, извършено през нощта между 16 и 17 октомври 1590 г. от Карло Джезуалдо да Веноза, в което са убити Мария д'Авалос, съпруга на Карло Джезуалдо, и нейният любовник Фабрицио Карафа, син на Адриана Карафа дела Спина, втора съпруга на Джован Франческо ди Сангро и първа принцеса на Сансеверо. Като следствие от това траурно събитие майката на Фабрицио Карафа построява параклиса на Дева Мария за спасение на душата на сина си. Като доказателство за тази хипотеза е латинският надпис Mater Pietatis, изписан върху свода на Пиетатела, представляващ обет за посвещаване на сградата на Мадоната.
Какъвто и да е мотивът за изграждане на параклиса, строителните работи започват през 1593 г., което се доказва от някои полици, съхранени от Банка Неапол. Както се вижда от мраморната плоча от 1613 г., поставена над главния вход на сградата, Алесандро ди Сансеверо (син на Джован Франческо), патриарх на Александрия и архиепископ на Беневенто, решава да разшири вече съществуващата малка сграда, за да създаде параклис, достоен да съхрани останките на цялото семейство ди Сангро.

### XVII век
Благодарение на документи от онова време се разбира, че още през XVII век параклисът се е характеризирал с висока художествена стойност. Но днес от оригиналния параклис от XVII век са останали само полихромната украса на апсидата и четири статуи.
Паметникът на първия принц на Сансеверо Джован Франческо ди Сангро, вероятно направен от Джакомо Ладзари през първата половина на XVII век и разположен във втория страничен параклис вляво, принадлежи към фазата на параклиса от XVII век. Статуята на втория принц Паоло ди Сангро, е разположена в първата ниша вдясно. Паметникът на Паоло ди Сангро, четвърти принц на Сансеверо, който се намира в първата ниша вляво, е изработен от Бернардо (или Бернардино) Ландини и Джулио Менкалия през 1642 г. Авторът на паметника на патриарха на Алесандрия Алесандро ди Сангро, разположен от лявата страна на параклиса близо до олтара, е дело на неизвестен майстор.
Реставрацията от XVIII век запазва непроменени размерите на параклиса и на четирите странични гробници.

### XVIII век
От малката църква от ХVІІ век е запазено много малко, тъй като структурата на благородния храм е реорганизирана през XVIII век от Раймондо ди Сангро.
Устройството на параклиса от XVII век е нарушено, когато през 1840 г. принц Раймондо ди Сангро започва да го разширява и поръчва различни произведения на изкуството, с които да го обогати и създаде място, което свидетелства за величието на семейството му.
През следващите години принц Раймондо наема международно известни скулптори като Джузепе Санмартино, Антонио Корадини, Франческо Куейроло и Франческо Челебрано, които създват шедьоврите „Забуленият Христос“, „Разочарованието“ и „Скромността“. Раймондо използва голяма част от активите си и на няколко пъти сключва договори за дългове, за да завърши изграждането на параклиса. Той е щедър, но и много взискателен клиент и често пъти лично ръководи производството, така че произведенията напълно да съответстват на ролята, която им е определена в рамките на големия иконографски проект на параклиса. В някои случаи самият принц изработва използваните материали, както за корниза над сводовете на страничните гробници или за цветовете на стенописа на свода.
В края на редицата с художествени творби, пред страничната врата на параклиса е поставена плоча, носеща датата 1767 г.
Надписът на страничната врата на параклиса гласиː „Който и да сте, пътник, гражданин, провинциал или чужденец, влезте и отдайте почит на великолепната древна работа: благородният храм, отдавна посветен на Девата и величествено разширен от пламенния принц на Сансеверо Дон Раймондо ди Сангро за слава на своите предци и да съхрани пепелта им и собствената си за безсмъртие, през 1767 г. Наблюдавайте с проницателни очи и благоговение урните на героите за чест и слава, и съзерцавайте с учудване ценното великолепие на божественото дело и гробниците на мъртвите, а когато отдадете дължимите почести, дълбоко се замислете и се отдалечете.“

### От XIX век нататък
През нощта между 22 и 23 септември 1889 г. се срутва мостът, който свързва параклиса ;Сансевероː с близкия семеен дворец. При това събитие се разрушава част от параклиса и двореца, в допълнение мостът, стенописите и лабиринтният дизайн на пода на параклиса са загубени.
Реставраторите установяват, че е невъзможно да се възстанови първоначалната настилка, която е сериозно повредена, и през 1901 г. те решават да реставрират пода на параклиса с неаполитанска теракота, докато гербът на сем. ди Сангро в центъра на пода е направен с жълти и сини плочи, изобразяващи цветовете на фамилния герб.
През XIX век след превръщането му в музеен център, параклисът, освен че е посещаван всеки ден от голям брой туристи, започва да се използва и като пространство за събития и концерти.
През 2013 г. потребителите на сайта „TripAdvisor“ класират „Капела Сансеверо“ на първо място, пред по-традиционни дестинации като Ватикански музеи, или галерия „Уфици“ във Флоренция. В специалната класация, посветена на европейските музейни обекти, водена от Лувъра и Британския музей, параклисът е класиран на 9-о място.

## Архитектура
Фасадата на параклиса към тясната улица „ Франческо де Санктис“ изглежда проста с типични характеристики от началото на XVII век, когато класическият дух е все още жив. Достъпът до вътрешността е през големия портал в центъра на фасадата, увенчан с герба на семейство ди Сангро и където се намира мраморната плоча на Алесандро ди Сангро.
Църквата е еднокорабна с правоъгълна форма, датираща от 1593 г., типично в стил Неаполитанския барок. В страничните стени са разположени осем кръгли арки, по четири от всяка страна, където се намират саркофазите на семейство ди Сангро. Още една голяма арка разделя зоната на презвитерия, разположена в задната част на църквата и заета от високия олтар.
Над сводовете по цялата дължина параклиса се пресича от корниз, проектиран от принц Раймондо, Сводът е изцяло в стенописа „Слава на Рая“, изработен от картината на Франческо Мария Русо. В основата на свода, непосредствено над корниза, има шест оградени прозореца, които осигуряват светлина на параклиса.
Всички произведения на изкуството в параклиса, с изключение на четири, са поръчани от Раймондо ди Сангро, негов е проектът и за подовата настилка от XVIII век, състояща се от черна и бяла мраморна инкрустация, символизираща лабиринт.
Майстори като Франческо Челебрано, Антонио Корадини, Франческо Куейроло и Джузепе Санмартино са създателите на единствените по рода си произведения на изкуството, съхранени в Капела „Сан Северо“.

## Произведения на изкуството
1. „Забуленият Христос“, Джузепе Санмартино
2. „Паметник на Джован Франческо, трети принц на Сангро“, Антонио Корадини
3. „Декоро“, Антонио Корадини
4. „Паметник на Паоло, четвърти принц на Сангро“, Бернардо Ландини и Джулио Менкалия
5. „Либералност“, Франческо Куейроло
6. „Паметник на Джован Франческо, първи принц на Сангро“, Джакомо Лацари
7. „Ревност от религията“, Фортунато Онели
8. „Портрет на Винченцо ди Сангро“, Карло Амалфи
9. „Сладостта на брачното иго“, Паоло Персико
10.„Олтар на Санта Розалия“, Франческо Куейроло
11.„Скромност“, Антонио Корадини
12.„Паметник на Алесандро ди Сангро, патриарх на Александрия“, неизвестен автор
13. Голям олтар. „Ангели“ от Паоло Персико, „Преместване“ от Франческо Челебрано и „Ла Пиета“ от неизвестен автор

14. „Разочарование“, Франческо Куейроло
15. „Олтар на Сант'Одеризио“, Франческо Куейроло
16. „Искреност“, Франческо Куейроло
17. „Самообладание“, Франческо Челебрано
18. „Паметник на Паоло, шести принц на Сангро“, Антонио Корадини
19. „Възпитание“, Франческо Куейроло
20. „Паметник на Паоло, втори принц на Сангро“, вероятно Джакомо Лацари
21. „Божествена любов“, неизвестен автор
22. „Паметник на Джован Франческо, пети принц на Сангро“, Франческо Челебрано
23. „Паметник на Чеко де Сангро“, Франческо Челебрано
24. „Слава на Рая“, Франческо Мария Русо
25. „Гробница на Раймондо ди Сангро“, Франческо Мария Русо
26. „Лабиринт на пода“, Франческо Челебрано
27. „Анатомични машини“, Джузепе Салерно
28. Ризница

### „Забуленият Христос“, Джузепе Санмартино
Най-известната творба в параклиса Сансеверо несъмнено е „Забуленият Христос“, поставен в центъра. Първоначално статуята трябва да бъде изваяна от Антонио Корадини. Той обаче умира през 1752 г., без да успее да завърши работата, като прави само макет от теракота.
Раймондо ди Сангро е принуден да се довери на таланта на Джузепе Санмартино, който не пропуска възможността да създаде своя шедьовър (изваяна мраморна статуя в естествен размер, представяща мъртвия Христос, покрит с прозрачна плащеница, направени от един блок мрамор).
Изобразен е Христос, легнал на матрак, с глава положена на две възглавници и наклонена настрани, чието тяло е покрито с воал, който прилепва идеално към формите на лицето и към самото тяло, така че да се виждат мъченическите рани. Отстрани са инструментите на мъчението: трънена корона, клещи и пирони, единият от които изглежда почти прищипва плащеницата. Булото е най-забележителният елемент на статуята, който най-добре подчертава уменията на скулптора. Подобно на това, което виждаме в „Скромността“ на Корадини, воалът покрива тялото без да го прикрива. Санмартино обаче успява да придаде на плата пластичност и движение, с което се различава от воалите на венецианския майстор.

### „Скромност“ от Антонио Корадини
„Скромност“ (наричана още „Забулената истина“) е посветена на Чечилия Гаетани дел Акуила д'Арагона, майка на Раймондо ди Сангро, която умира по-малко от година след раждането на сина си, през декември 1710 г.
Скулптурата изобразява жена, изцяло покрита с полупрозрачен воал, който разкрива нейните форми и по-специално чертите на лицето, прихванат в кръста с колан от венец от рози. Произведението се счита за шедьовър на Корадини (в миналото автор на други забулени фигури), чиято способност да моделира воала, който естествено прилепва към тялото на жената, е възхвалявана многократно.
В композицията са кодирани много символи. Счупеният надгробен камък, върху който фигурата опира лявата си ръка, празният, изгубен в далечината поглед и дървото на живота изникващо от мрамора в подножието на статуята, символизират преждевременната смърт на принцеса Чечилия. Темата за живота и смъртта е изобразена в барелефа на стълба, върху който е издигната статуята, изобразяващ библейския епизод, в който възкръсналият Исус казва на Мария Магдалина да не се опитва да го задържи.
По всяка вероятност статуята е и алегория на мъдростта, с препратка към забулената египетска богиня Изида. Тази асоциация се засилва от факта, че според една традиция в древността в същото положение, в което е поставена „Скромност“, е статуята (разрушена) посветена на богинята Изида. Трябва също така да се подчертае, че Корадини, в допълнение сътрудничеството с Раймондо ди Сангро в концепцията за иконографския смисъл на параклиса, от своя страна е свързан с масонството и е наясно със символиката на произведенията, върху които е работи.

### „Разочарование“ от Франческо Куейроло
Творбата на Куейроло е посветена на Антонио ди Сангро, баща на принц Раймондо, и изобразява човек, който се освобождава от мрежа, символизираща пленничеството на греха. След смъртта на младата му съпруга, херцог Антонио води разгулен живот, отдаден на своите пороци пътува из цяла Европа, докато малкия Раймондо е поверен на дядо си по бащина линия Паоло ди Сангро. Вече стар, Антонио ди Сангро се завръща в Неапол и разкайвайки се за извършените грехове, приема вярата и се отдава на свещенически живот.
В мраморната композиция, за да се освободи от мрежата на човека му помага един ангел, символ на човешкия интелект, който с дясната ръка показва земния глобус, разположен под краката му и символ на скъпо лекомислие. Елементът на вярата, чрез който е възможно да се освободим от допуснатите грешки, е представен от отворената Библия, поставена върху земното кълбо, и от барелефа в основата на стълба, който изобразява библейския епизод на Исус, даващ зрение на слепите.
И в тази мраморна композиция е възможно да се открият препратки към масонството, като например че по време на посвещенията да влязат в ложата, претендентите първоначално са със завързани очи и по-късно им е позволено да отворят очи и да разберат истината. Най-забележителният елемент на скулптурата със сигурност е гъстата мрежа, изцяло в мрамор, доказателство за майсторството на Куейроло.
Композицията е завършена от плоча, в която Антонио ди Сангро е посочен като пример за „човешка немощ, на която не е позволено да има големи добродетели без пороци“.

### Купол: „Слава на Рая“ на Франческо Мария Русо
Стенописът, известен под името „Слава на Рая“, изработен върху целия свод на параклиса, е създаден от Франческо Мария Русо през 1749 г. и е една от първите работи, поръчани за параклиса от Раймондо ди Сангро.
Има малко сигурни сведения за Франческо Мария Русо, който преди работата си в служба на принца на Сангро, е непознат в Неапол. Възможно е да се премества от Рим за работата по стенописите на параклиса на съкровището на Сан Дженаро, поръчани от Раймондо ди Сангро през 1743 г.
В централния елемент от огромния стенопис се забелязва вдъхновение от стила на Франческо Солимена, като гълъба на Светия Дух, заобиколен от поредица ангели и други фигури, вплетени в съвършен архитектурен план, който изглежда продължава декорацията на прозорците, разположени в основата на купола. Между прозорците има шест медальона в зелени нюанси, изобразяващи шестимата светци, покровители на семейство ди Сангро, докато над презвитерия е проектиран малък купол, отделен от останалата част на параклиса с голяма кръгла арка.
Изглежда, че за своята фреска Русо използва цветове, специално приготвени от Раймондо ди Сангро, които все още изглеждат живи и интензивни след повече от два века и половина, въпреки че никога не са били възстановявани. Принцът обаче не остава доволен от работата на Русо и посочва в завещанието си да се преработи свода на параклиса от най-добрия наличен художник, желание, което остава нереализирано от сина му Винченцо.